# Émile Bouhours

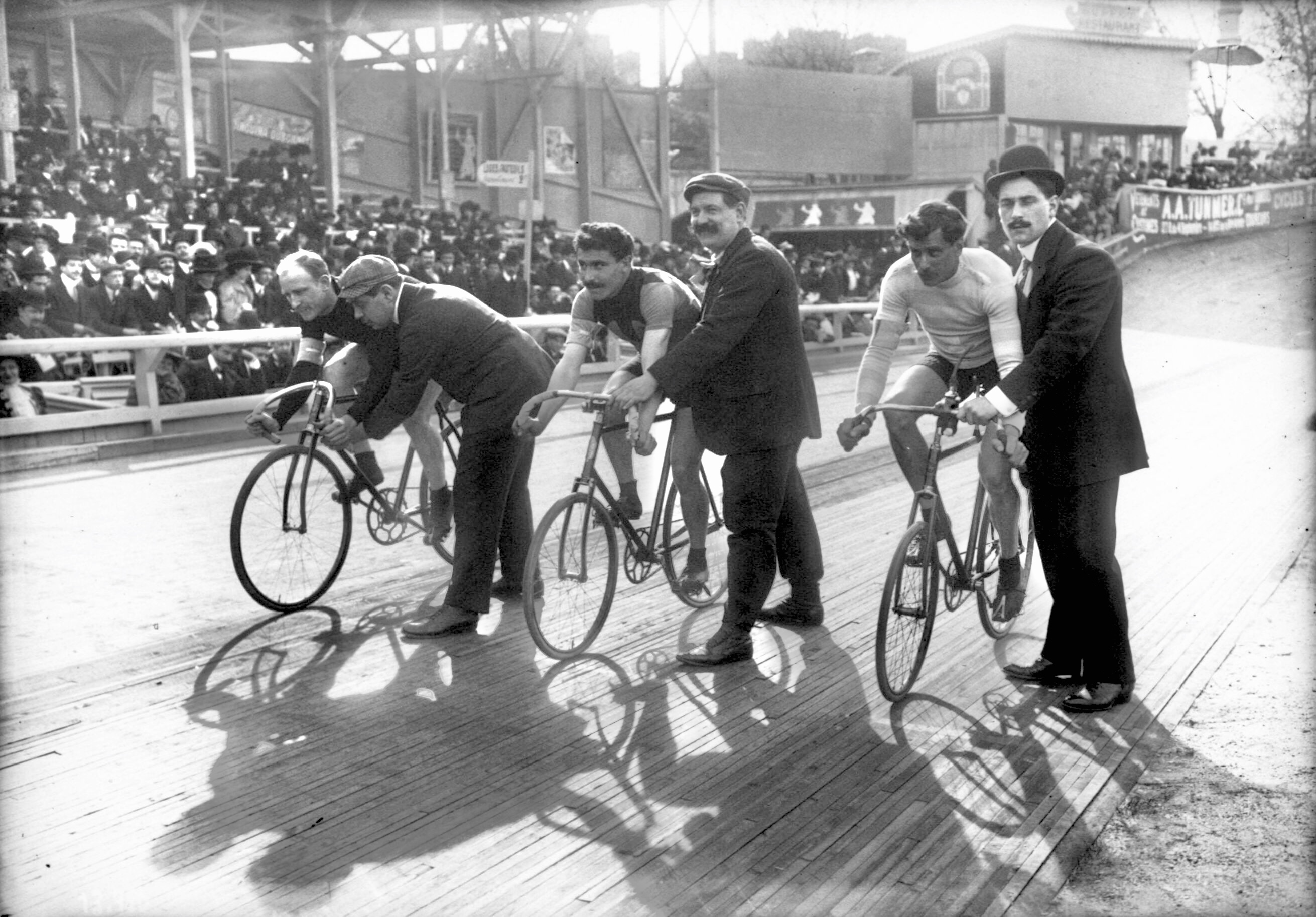
Émile Bouhours, Octave Lapize i Seigneur a Buffalo, 25 d'abril de 1909. Sortida de la cursa dels 100 km

Émile Bouhours (Monnai, Orne, 3 de juny de 1870 - 7 d'octubre de 1953) va ser un ciclista francès que va córrer a cavall del segle xix i xx. Era anomenat Le Normand.
Gran especialista de les carreres darrere moto, va establir un rècord extraordinari en el transcurs de les 24 hores de París, el 3 i 4 de març de 1906, quan va recórrer 1.312 km a una mitjana de 54,693 km/h. Entre els seus èxits cal destacar quatre campionats de França de mig fons, la París-Roubaix de 1900 i nombrosos rècords en pista darrere moto. Va guanyar dues medalles al Campionat del Món en pista, de bronze el 1900 i de plata el 1902.
El 1900 va prendre part en els Jocs Olímpics d'estiu de París, on va disputar tres proves del programa de ciclisme. Fou segon en la cursa dels 100 km i tercer en la de les 100 milles i 50 km. Amb tot, aquestes proves no són consideres oficials pel Comitè Olímpic Internacional.
El 10 de novembre de 1905 va recórrer els 100 km que separen Orleans de Vierzon a una mitjana de 61,291 km/h.

## Palmarès
- 1897
  -  Campió de França de mig fons
- 1898
  -  Campió de França de mig fons
  - 1r a la Roda d'Or de mig fons de París
  - 1r a la Roda d'Or de mig fons de Berlin
- 1900
  -  Campió de França de mig fons
  - 1r a la París-Roubaix
  - 1r al Gran Premi d'Anvers de mig fons
  - 1r al Gran Premi de Marsella de mig fons
- 1901
  - 1r a la Roda d'Or de mig fons de Berlin
- 1902
  -  Campió de França de mig fons
- 1906
  - 1r de les 24 hores de París darrere moto
- 1913
  - Abandona al Tour de França (1a etapa)